# Coppa del Mondo di skeleton 1992
La Coppa del Mondo di skeleton 1992 è stata la sesta edizione del massimo circuito mondiale dello skeleton, manifestazione organizzata annualmente dalla Federazione Internazionale di Bob e Skeleton; è iniziata l'11 gennaio 1992 a Schönau am Königssee, in Germania, e si è conclusa il 9 febbraio 1992 a Lake Placid, negli Stati Uniti. Furono disputate quattro gare, unicamente nel singolo uomini, in altrettante differenti località.
Al termine della stagione si tennero anche i campionati mondiali di Calgary 1992, in Canada, competizione non valida ai fini della Coppa del Mondo.
Vincitore della coppa di cristallo, trofeo conferito al vincitore del circuito, fu l'austriaco Christian Auer, alla sua terza affermazione consecutiva nel massimo circuito mondiale.

## Calendario
| Località             | Data                | Uomini   |          |
| -------------------- | ------------------- | -------- | -------- |
| Schönau am Königssee | 11 gennaio 1992     | ●        |          |
| Sankt Moritz         | 16 gennaio 1992     | ●        |          |
| Cortina d'Ampezzo    | 22 gennaio 1992     | ●        |          |
| Lake Placid          | 9 febbraio 1992     | ●        |          |
| Calgary              | 15–16 febbraio 1992 | Mondiali | Mondiali |
| Totale               | Totale              | 4        |          |

## Risultati
| Data            | Località             | Primi classificati     | Secondi classificati   | Terzi classificati        |
| --------------- | -------------------- | ---------------------- | ---------------------- | ------------------------- |
| 11 gennaio 1992 | Schönau am Königssee | Christian Auer Austria | Gregor Stähli Svizzera | Andi Schmid Austria       |
| 16 gennaio 1992 | Sankt Moritz         | Andi Schmid Austria    | Alex Müller Austria    | Christian Auer Austria    |
| 22 gennaio 1992 | Cortina d'Ampezzo    | Christian Auer Austria | Gregor Stähli Svizzera | Orvie Garrett Stati Uniti |
| 9 febbraio 1992 | Lake Placid          | Gregor Stähli Svizzera | Christian Auer Austria | Martin Thaler Austria     |

## Classifica
| Pos. | Nome atleta     | Nazione     | KÖN | STM | COR | LAK | Punti |
| ---- | --------------- | ----------- | --- | --- | --- | --- | ----- |
| 1    | Christian Auer  | Austria     | 1   | 3   | 1   | 2   | 172   |
| 2    | Gregor Stähli   | Svizzera    | 1   | 4   | 2   | 1   | 168   |
| 3    | Martin Thaler   | Austria     | 6   | 8   | 5   | 3   | 150   |
| 4    | Orvie Garrett   | Stati Uniti | 13  | 5   | 3   | 4   | 147   |
| 5    | Terry Holland   | Stati Uniti | 14  | 9   | 6   | 6   | 137   |
| 6    | Urs Vescoli     | Svizzera    | 11  | 11  | 7   | 10  | 133   |
| 7    | Fred Markl      | Germania    | 10  | 6   | 20  | 12  | 124   |
| 8    | Willi Schneider | Germania    | 16  | 19  | 9   | 24  | 104   |
| 9    | Franz Plangger  | Austria     | 9   | 10  | -   | 9   | 101   |
| 10   | Gary Williams   | Canada      | 20  | 18  | 19  | 14  | 101   |